# NGC 1579
NGC 1579, aussi appelé la Trifide du nord, est une nébuleuse diffuse située dans la constellation de Persée. L'image en lumière visible provenant de l'Observatoire du mont Lemmon montre qu'elle renferme une nébuleuse en émission (la zone rouge en haut de l'image) et une nébuleuse par réflexion (la zone bleue au bas).  Elle a été découverte par l'astronome germano-britannique William Herschel en 1788.

Cette nébuleuse est illuminée par LkHα 101, une étoile rougeâtre massive dont la luminosité est supérieure à 8000 fois celle du Soleil. Cette étoile fait partie d'un jeune système binaire. Elle est visible au bas de l'image prise par le télescope Hubble. On pense que ce système binaire est entouré d'une centaine d'étoiles moins massives et donc moins lumineuses.

## Galerie

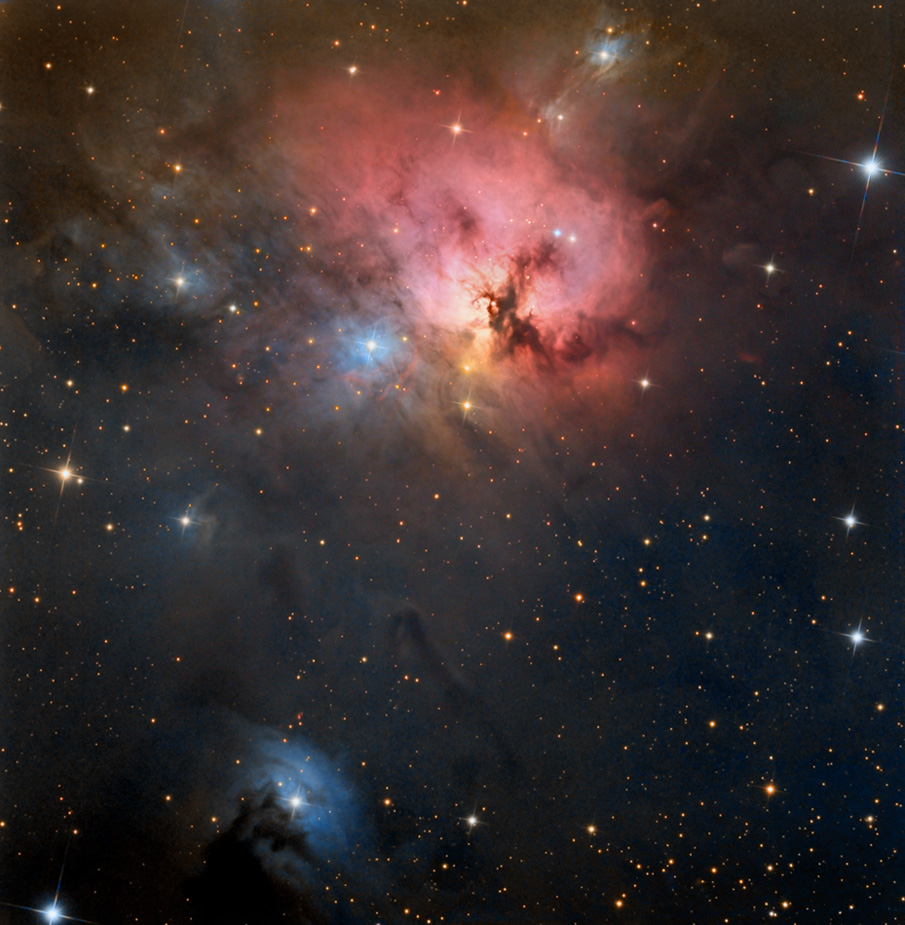
NGC 1579 par Adam Block (Observatoire du mont Lemmon).
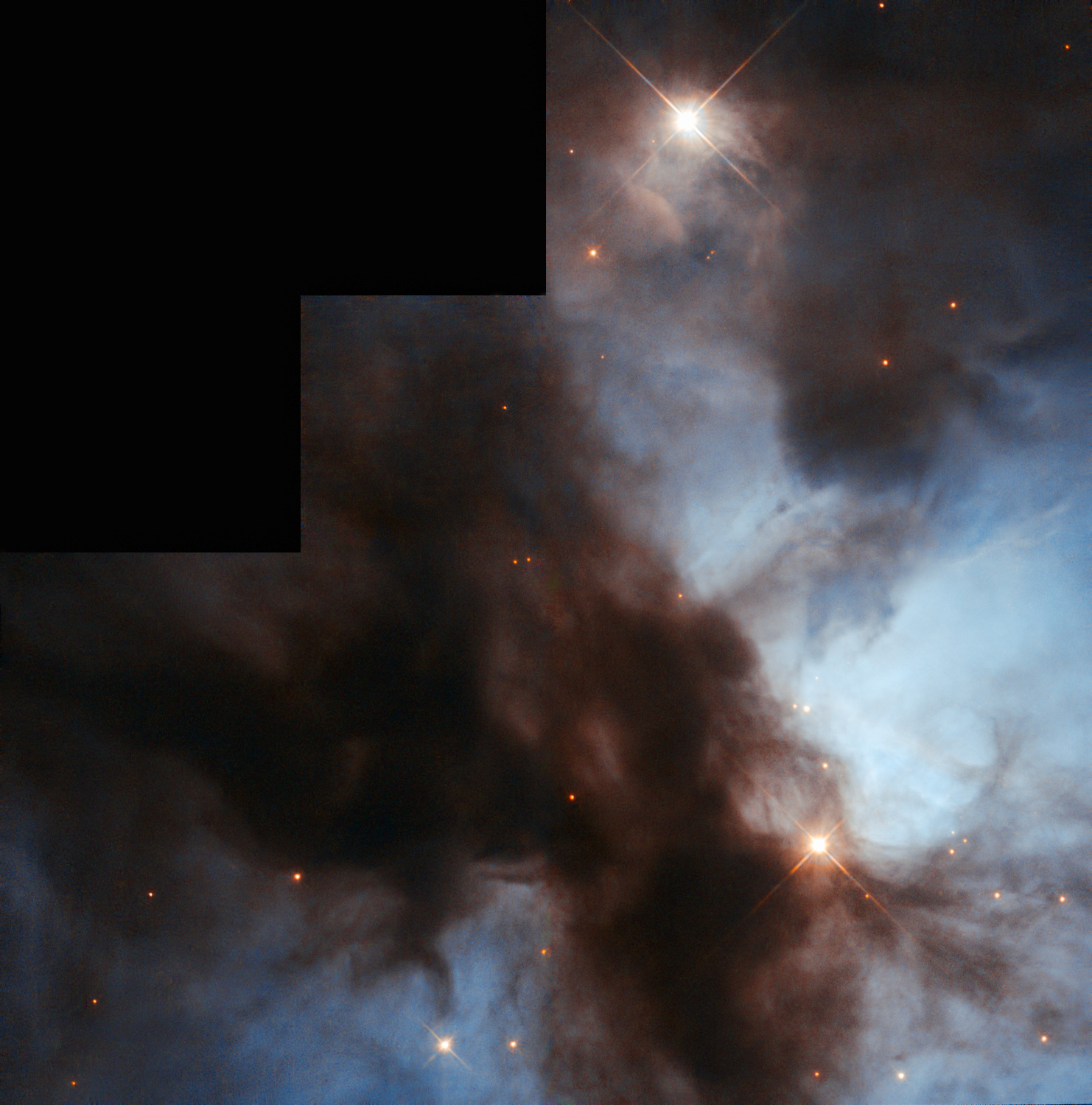
NGC 1579, la Trifide du nord (NASA/ESA, télescope spatial Hubble).
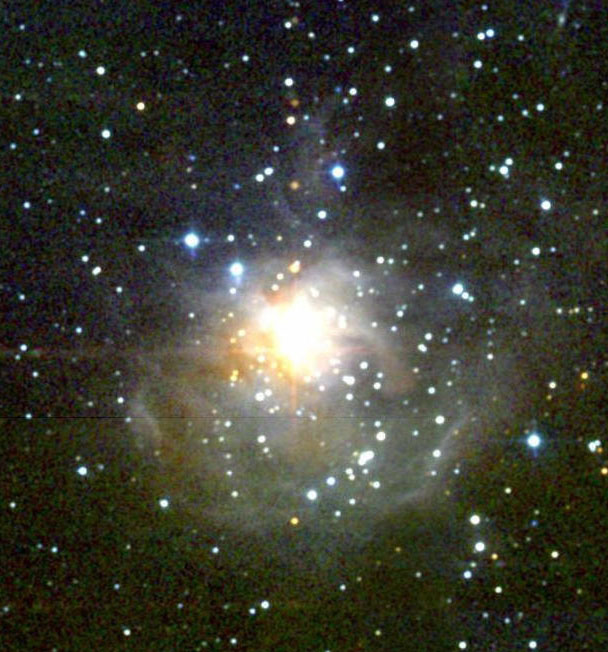
Image prise dans l'infrarouge provenant de l'étude 2MASS.